# Niutonometr
Niutonometr, N·m – jednostka momentu siły w układzie SI. Nazwa „niutonometr” jest nazwą uproszczoną i zwyczajową. W mechanice poprawna nazwa jednostki to „niuton razy metr”
{\displaystyle \mathrm {1\ Nm=1\ N\cdot 1\ m=1\ kg\cdot {\frac {m}{s^{2}}}\cdot 1\ m=1\ kg\cdot {\frac {m^{2}}{s^{2}}}=1{\frac {kg\cdot m^{2}}{s^{2}}}} .}